# روابط نظامی اسرائیل و ایالات متحده آمریکا

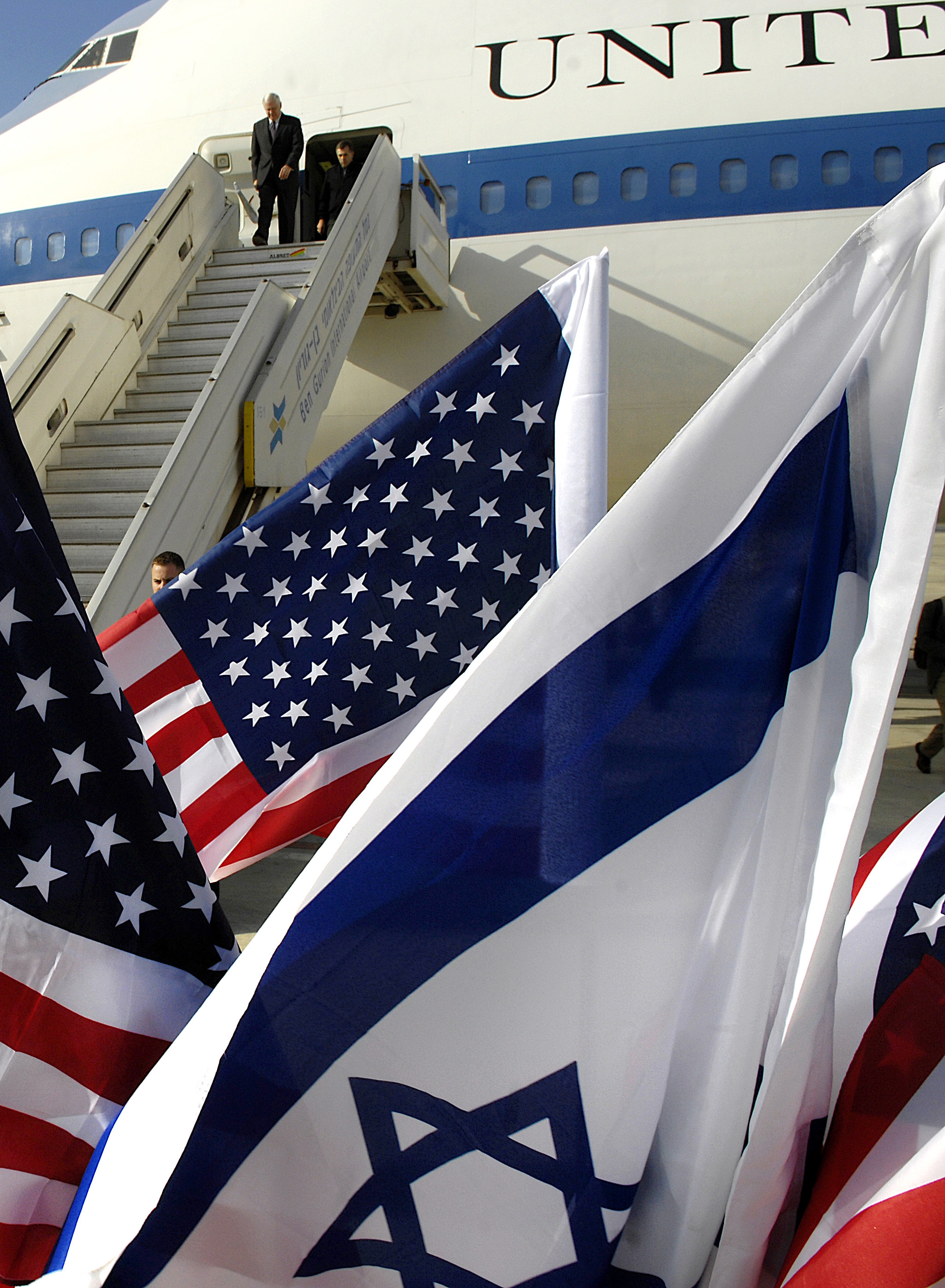
اسرائیل و ایالات متحده روابط نظامی نزدیکی دارند. پرچم‌های اسرائیل و آمریکا هنگام ورود رابرت ام. گیتس وزیر دفاع آمریکا به تل آویو، اسرائیل، ۱۸ آوریل ۲۰۰۷ به اهتزاز درآمد.

روابط نظامی بین اسرائیل و ایالات متحده به‌طور پیوسته نزدیک بوده‌است، که بازتابی از منافع مشترک امنیتی در خاورمیانه است. اسرائیل از سوی دولت آمریکا به عنوان متحد اصلی غیر ناتو تعیین شده‌است. اسرائیل که خریدار و استفاده کننده عمده تجهیزات نظامی آمریکا است، در توسعه مشترک فناوری نظامی نیز مشارکت دارد و به طور مرتب در تمرینات نظامی مشترک با حضور ایالات متحده و دیگر نیروها شرکت می‌کند. این رابطه در طول زمان به تدریج عمیق‌تر شده‌است، اگرچه، همان‌طور که آلن داوتی می‌گوید، «یک فرایند خطی ساده همکاری رو به رشد نبود، بلکه مجموعه‌ای از موقعیت‌های معامله گرایانه با مولفه‌های استراتژیک و سیاسی متفاوت در هر یک بود».
اسرائیل بزرگ‌ترین دریافت کننده تجمیعی کمک‌های خارجی ایالات متحده است: تا فوریه ۲۰۲۲، ایالات متحده به اسرائیل ۱۵۰ میلیارد دلار (بدون لحاظ تورم) کمک دوجانبه ارائه کرده بود. در سال ۱۹۹۹، دولت ایالات متحده یادداشت تفاهمی را امضا کرد که از طریق آن متعهد شد برای ده سال بعد سالانه حداقل ۲٫۶۷ میلیارد دلار کمک نظامی به اسرائیل ارائه کند. در سال ۲۰۰۹، مبلغ سالانه به ۳ میلیارد دلار افزایش یافت. و در سال ۲۰۱۹، این مبلغ مجدداً افزایش یافت و اکنون حداقل $۳٫۸ میلیارد است که ایالات متحده به ارائه هر ساله آن به اسرائیل متعهد است.
علاوه بر این، تنها تأسیسات نظامی خارجی در خاک اسرائیل، پایگاه‌های ایالات متحده از جمله ایستگاه رادار هشدار اولیه موشکی AN/TPY-2 در کوه کرن است.

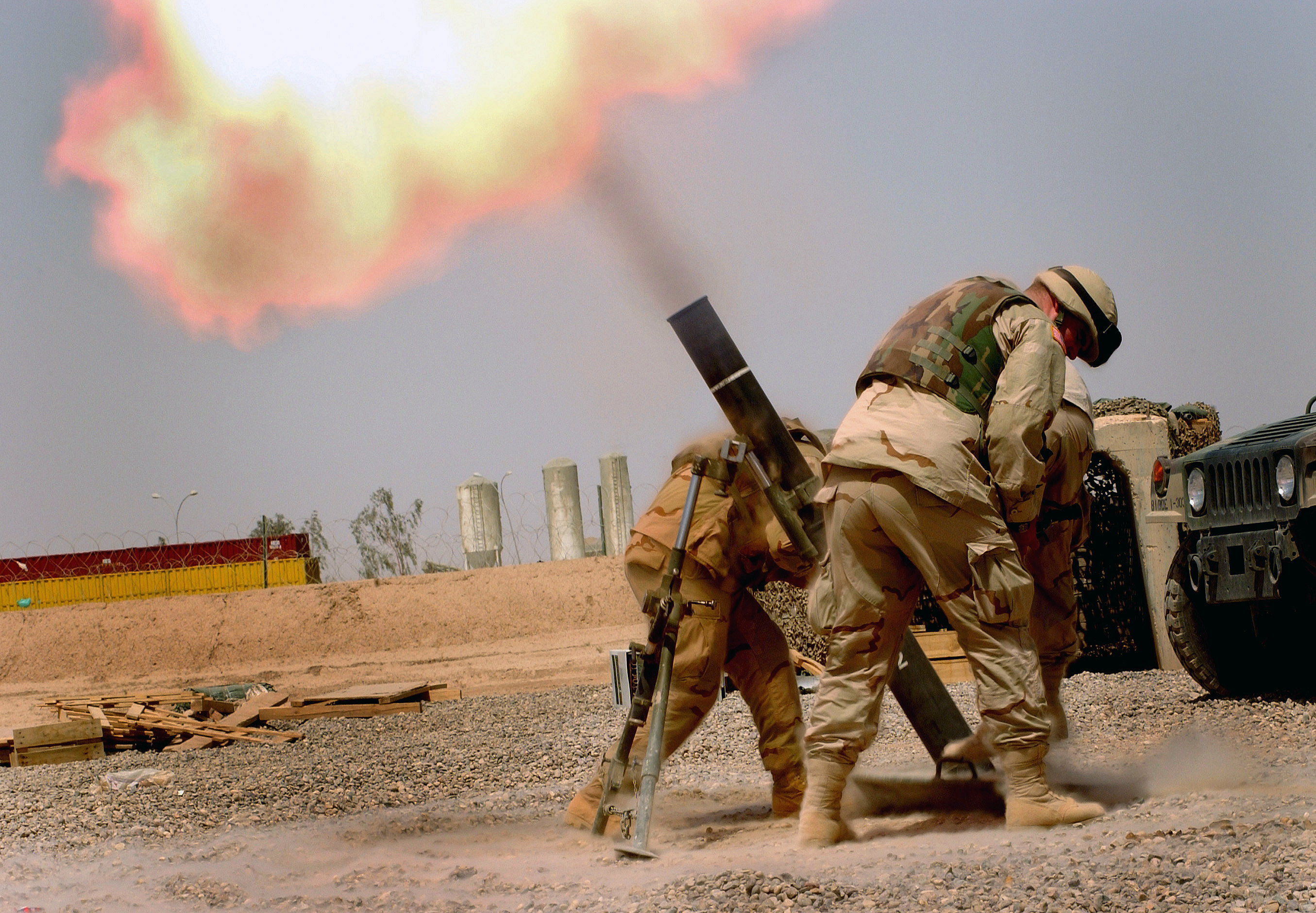
سربازان آمریکایی در حال شلیک یک خمپاره M120 ساخت اسرائیل در عراق

## فعالیت نظامی مشترک
ایالات متحده و اسرائیل در تعدادی از زمینه‌های فعالیت نظامی همکاری نزدیک دارند. ایالات متحده تأمین مالی برخی از تحقیقات و توسعه تسلیحات اسرائیل را برعهده دارد و مبالغ قابل توجهی را به پروژه‌های دفاعی اسرائیل مانند تانک اصلی نبرد مرکاوا و هواپیمای حمله زمینی آی ای آی لاوی کمک کرده‌است. اسرائیل یکی از شرکت‌کنندگان برنامه توسعه جنگنده اف-۳۵ لایتنینگ II است و به برنامه اف-۲۲ رپتور دسترسی پیدا کرده، اگرچه به دلیل هزینه‌های زیاد این موضوع را قبول نکرد.

## جنجال‌ها
روابط نزدیک نظامی بین ایالات متحده و اسرائیل در طول سالیان متمادی مجادله‌هایی را به راه انداخته‌است. عملیات نیکل گراس - تلاش ایالات متحده برای تجهیز مجدد در طول جنگ یوم کیپور - منجر به تلافی از سوی کشورهای عربی شد، زیرا اعضای اوپک تحریم کامل نفت را علیه ایالات متحده اعلام کردند که بحران نفتی ۱۹۷۳ را برانگیخت.

## کمک‌های نظامی و تدارکات

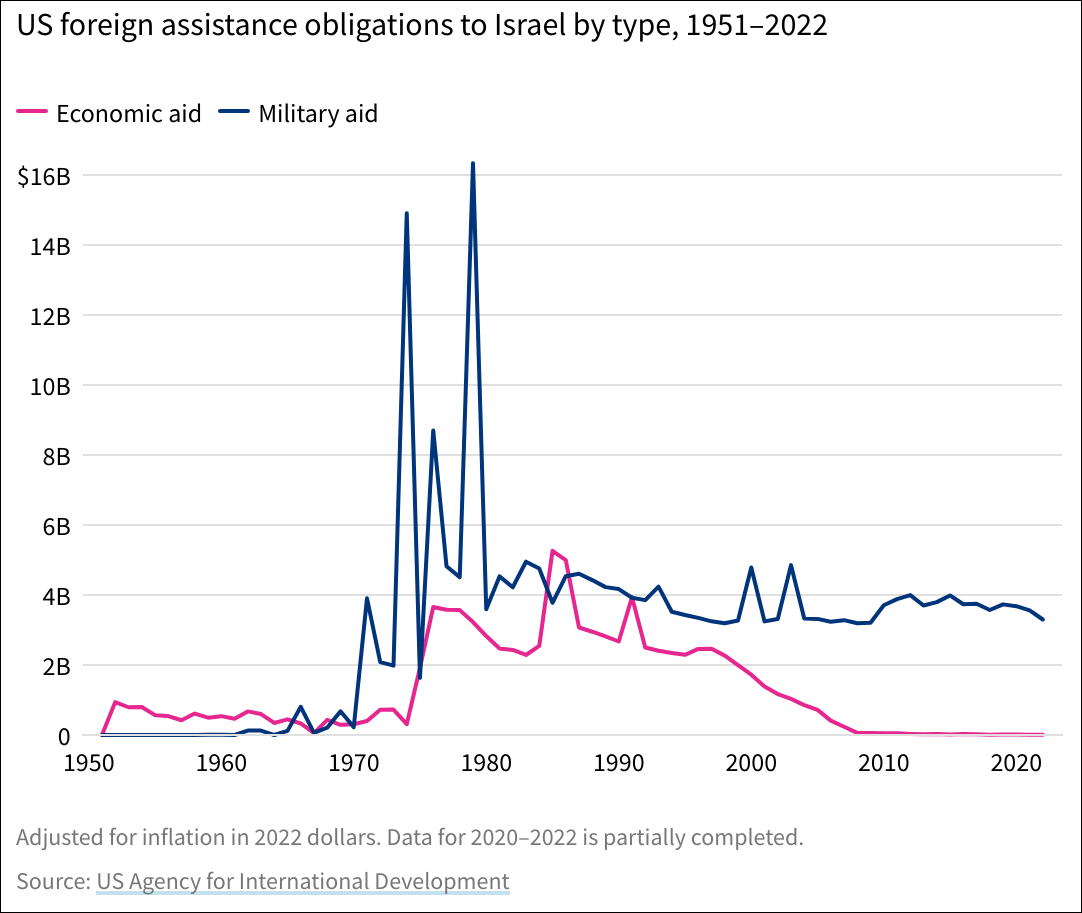
تعهدات کمک خارجی ایالات متحده به اسرائیل بر اساس نوع، 1951-2022.

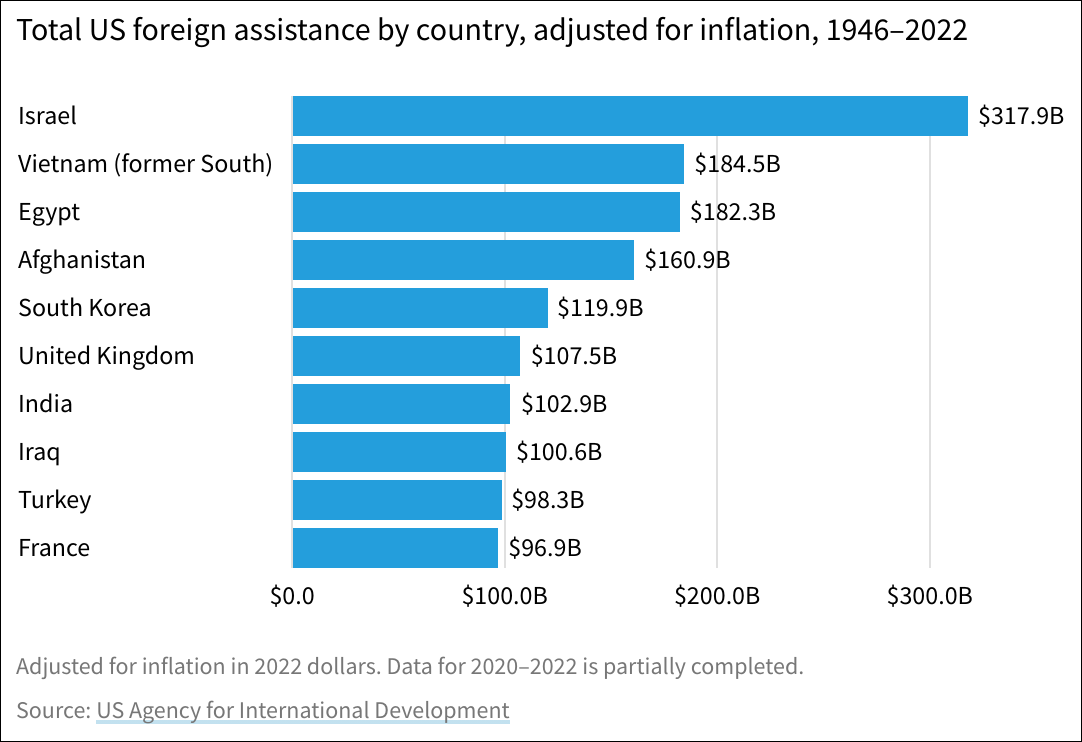
مجموع کمک‌های خارجی ایالات متحده به اسرائیل در مقایسه با سایر کشورها. 1946-2022.

از نظر کل پول دریافتی، اسرائیل بزرگ‌ترین دریافت کننده انباشته کمک نظامی از ایالات متحده از زمان جنگ جهانی دوم است، و پس از آن ویتنام، مصر، افغانستان و ترکیه قرار دارند.  حدود سه چهارم این کمک‌ها برای خرید تجهیزات نظامی از شرکت‌های آمریکایی و بقیه صرف تجهیزات داخلی می‌شود.
در سال ۲۰۲۳، وزارت امور خارجه با فروش ۳۲۰ میلیون دلار تجهیزات بمب‌های هدایت شونده به اسرائیل موافقت کرد. در اکتبر ۲۰۲۳، رئیس‌جمهور جو بایدن از کنگره خواست ۱۴٫۳ دلار میلیارد دلار کمک نظامی اضطراری به اسرائیل در جنگ با حماس را تصویب کند.

### تجهیزات نظامی ایالات متحده در استفاده اسرائیل
| مورد                                  | مقدار         | سال تأمین      | منشأ                  |
| هواگرد جنگنده                         | هواگرد جنگنده | هواگرد جنگنده  | هواگرد جنگنده         |
| ------------------------------------- | ------------- | -------------- | --------------------- |
| مک‌دانل داگلاس اف-۱۵ ایگل              | ۲۵            | ۱۹۹۳           | Ex-U.S. Air Force     |
| جنرال داینامیکس اف-۱۶ فایتینگ فالکن   | ۶۰            | ۱۹۹۱–۹۳        | آمریکا                |
| جنرال داینامیکس اف-۱۶ فایتینگ فالکن   | ۵۰            | ۱۹۹۱–۹۳        | Ex-U.S. Air Force     |
| مک‌دانل داگلاس اف-۱۵ئی استرایک ایگل    | ۲۵            | از ۱۹۹۷        | آمریکا                |
| جنرال داینامیکس اف-۱۶ فایتینگ فالکن   | ۱۰۲           | از ۲۰۰۳        | آمریکا                |
| لاکهید مارتین اف-۳۵ لایتنینگ ۲        | ۵             | از ۲۰۱۶        | آمریکا                |
| هواپیماهای ترابر ی                    |               |                |                       |
| لاکهید سی-۱۳۰ هرکولس E/H              | ۳۹            | از ۱۹۷۴        | آمریکا                |
| بوئینگ ۷۰۷                            | ??            | ۱۹۷۳           | آمریکا                |
| گلف‌استریم جی۵۵۰                       | ۵             | از ۲۰۰۳        | آمریکا                |
| هواگرد کاری                           |               |                |                       |
| سسنا ۲۰۶                              | ??            | ??             | نامعلوم               |
| هواگرد آموزشی                         |               |                |                       |
| Northrop Grumman TA-4                 | ??            | ??             | آمریکا                |
| بالگرد جنگنده                         |               |                |                       |
| بل ای‌اچ-۱ کبرا                        | ۱۴            | ۱۹۹۶           | Ex-U.S. Army          |
| بوئینگ ای‌اچ-۶۴ آپاچی                  | ۳۶            | ۱۹۹۰–۹۱        | آمریکا                |
| بوئینگ ای‌اچ-۶۴ آپاچی                  | ۹             | از ۲۰۰۴        | آمریکا                |
| هلی کوپتر پشتیبانی                    |               |                |                       |
| سیکورسکی سی‌اچ-۵۳ سی استالیون          | ۱۰            | ۱۹۹۰–۹۱        | آمریکا                |
| سیکورسکی سی‌اچ-۵۳ سی استالیون          | ۲             | ۱۹۹۴           | Ex-U.S. Air Force     |
| بل ۲۰۶                                | ??            | ??             | نامعلوم               |
| بل ۲۱۲                                | ??            | ??             | نامعلوم               |
| سیکورسکی اس-۷۰A-50                    | ۱۵            | ۲۰۰۲–۰۳        | آمریکا                |
| سیکورسکی یواچ-۶۰ بلک هاوک             | ۱۰            | ۱۹۹۴           | Ex-U.S. Army          |
| خودروهای زمینی دفاعی                  |               |                |                       |
| ام۱۱۳                                 | ۶٬۰۰۰         | ??             | نامعلوم               |
| ام۴۸ پاتون                            | ۱٬۰۰۰         | ۱۹۵۶–۱۹۷۱      | Ex. U.S.              |
| ام۶۰ پاتون                            | ۱٬۵۰۰         | ۱۹۶۵–۱۹۷۹      | Ex. U.S.              |
| توپخانه                               |               |                |                       |
| M109 howitzer                         | ??            | ??             | نامعلوم               |
| راکت‌انداز چندگانه ام۲۷۰               | ۴۲            | از ۱۹۹۵        | آمریکا                |
| مهمات                                 |               |                |                       |
| مهمات تهاجم مستقیم مشترک              | 6,700         | ۱۹۹۹–۲۰۰۴      | آمریکا                |
| مارک ۸۴                               | ??            | ??             | آمریکا                |
| موشک‌ها                                |               |                |                       |
| اف‌آی‌ام-۹۲ استینگر                     | ۲۰۰           | ۱۹۹۳–۹۴        | آمریکا                |
| ام‌آی‌ام-۱۰۴پاتریوت                     | ۳۲            | ۱۹۹۱           | آمریکا                |
| MIM-72 Chaparral                      | ۵۰۰           | سفارش داده شده | سابق نیروهای آمریکایی |
| M48A3 Self-Propelled Chaparral System | ۳۶            | سفارش داده شده | سابق نیروهای آمریکایی |
| ای‌جی‌ام-۱۱۴ هل‌فایر II                  | ??            | میانه دهه-۱۹۹۰ | آمریکا                |
| ای‌جی‌ام-۶۲ وال‌آی                       | ??            | ??             | نامعلوم               |
| ای‌جی‌ام-۶۵ ماوریک                      | ??            | ??             | نامعلوم               |
| ای‌جی‌ام-۷۸ استاندارد آرم               |               |                | آمریکا                |
| AGM-142D                              | ۴۱            | سفارش داده شده | مشترک اسرائیل/آمریکا  |
| ایم-۱۲۰ آمرام                         | ۶۴            | سفارش داده شده | آمریکا                |
| ایم-۷ اسپارو                          | ??            | ??             | نامعلوم               |
| ایم-۹ سایدوایندر                      | ۲۰۰           | ۱۹۹۳–۹۴        | آمریکا                |
| هارپون (موشک)                         | ??            | ??             | نامعلوم               |
| بی‌جی‌ام-۷۱ تاو-2A/B                    | ??            | میانه دهه-۱۹۹۰ | آمریکا                |